# ال‌جی شین یو۹۷۰
ال‌جی شین یو۹۷۰ (به انگلیسی: LG Shine (U970))، یک‌نمونه از گوشی‌های تلفن همراه سری یوام‌تی‌اس/دابلیوسی‌دی‌ام‌آ (به انگلیسی: UMTS/WCDMA (U)) شرکت ال‌جی الکترونیکس می‌باشد که توسط همین شرکت به بازار عرضه شده‌است. 